# Лесной Тамбов
Лесно́й Тамбо́в — река в Тамбовской области России, правый приток Цны (бассейн Волги).
Длина реки составляет 89 км, площадь водосборного бассейна — 1610 км².
На реке расположен город Рассказово.

## Данные водного реестра

Бассейн Мокши

По данным государственного водного реестра России относится к Окскому бассейновому округу, водохозяйственный участок реки — Цна от истока до города Тамбов, речной подбассейн реки — Мокша. Речной бассейн реки — Ока.
Код объекта в государственном водном реестре — 09010200212110000028861.